# 川端 (宮代町)
川端（かわばた）は、埼玉県南埼玉郡宮代町の町名および字。現行行政地名は川端一丁目から四丁目、および字川端。町丁部分は住居表示実施済み。郵便番号は345-0804。

## 地理
宮代町の南端に位置し、春日部市と境界を接している。大落古利根川と姫宮落川が流れ、それぞれを南東と北東の境界としている。中央部を笠原沼落も流れている。地内は姫宮駅前の住宅地となっている。また、姫宮落川を挟んだ左岸側に住居表示未実施の字川端があり、主に水田などの農地である。川端一丁目の北側に字川端の飛地があり、こちらは住宅地となっている。

### 地価
住宅地の地価は、2024年（令和6年）1月1日の公示地価によれば、川端二丁目8番3号の地点で5万5,500円/m2となっている。

## 歴史
- 1930年（昭和5年） - 大字の廃止に伴ない、百間村大字百間東、大字百間中、大字百間金谷原組、大字百間西原組、大字百間、大字百間中島の各一部から字川端が成立[6]。
- 1955年（昭和30年）7月20日 - 百間村と須賀村が合併し、宮代町の字名となる。
- 1985年（昭和60年）1月1日 - 住居表示が実施され、字川端の一部から川端一丁目〜四丁目が成立[7]。

## 世帯数と人口
2020年（令和2年）10月時点での世帯数と人口は以下の通りである。
| 丁目・字   | 世帯数    | 人口    |
| ---------- | --------- | ------- |
| 字川端     | 88世帯    | 217人   |
| 川端一丁目 | 406世帯   | 843人   |
| 川端二丁目 | 335世帯   | 743人   |
| 川端三丁目 | 421世帯   | 854人   |
| 川端四丁目 | 239世帯   | 511人   |
| 計         | 1,489世帯 | 3,039人 |

## 小・中学校の学区
町立小・中学校に通う場合、学区は以下の通りとなる。
| 丁目・字   | 番地 | 小学校             | 中学校             |
| ---------- | ---- | ------------------ | ------------------ |
| 字川端     | 全域 | 宮代町立百間小学校 | 宮代町立前原中学校 |
| 川端一丁目 | 全域 | 宮代町立百間小学校 | 宮代町立前原中学校 |
| 川端二丁目 | 全域 | 宮代町立百間小学校 | 宮代町立前原中学校 |
| 川端三丁目 | 全域 | 宮代町立百間小学校 | 宮代町立前原中学校 |
| 川端四丁目 | 全域 | 宮代町立百間小学校 | 宮代町立前原中学校 |

## 交通

### 鉄道
- 姫宮駅 - 東武伊勢崎線（東武スカイツリーライン）
- 南栗橋車両管区春日部支所 - 一部が川端四丁目に存在する。

### 道路
- 埼玉県道85号春日部久喜線
- 埼玉県道406号姫宮停車場線

## 施設
- 東武運輸埼玉東物流センター支店
- 杉戸警察署 姫宮駐在所
- 宮代姫宮郵便局
- 川端集会所
- 姫宮聖書教会
- 川端公園
- 川端公民館 - 字川端に立地
- 宮東グラウンド - 字川端に立地
- 古利根川児童公園 - 字川端に立地